# 鈴木良平
鈴木良平（日语：鈴木 良平，1949年6月12日—），日本足球運動員，日本國家女子足球隊教练（1986年-1989年）。

## 教练生涯
鈴木良平经率领日本國家女子足球隊参加1986年亞足聯女子亞洲盃。